# Sara Veritti
Sara Veritti (Tolmezzo, 4 giugno 1997) è una calciatrice italiana, centrocampista dell'Udinese calcio femminile.

## Biografia
Sara Veritti si avvicina al mondo del calcio fin da giovanissima, coltivando la passione nell'ambiente familiare che vede il padre Ivan, ex giocatore del Tolmezzo e allenatore delle giovanili, così come la madre Elena, allenatrice abilitata per il calcio giovanile e sorella di Livio, anch'esso calciatore, e il fratello, per anni arbitro di calcio.

## Carriera

### Club
Sara Veritti inizia a giocare seguendo la trafila delle giovanili del Tavagnacco fino al 2013, disputando il suo ultimo Campionato Primavera nazionale.
Nel 2012 viene inserita nella rosa della prima squadra, disputando così per la prima volta il campionato di Serie A nella stagione 2012-2013. Pur con sole 3 presenze in gialloblu, contribuisce a far raggiungere alla società friulana il secondo posto dietro alla Torres ed aggiudicandosi così il diritto a partecipare alla UEFA Women's Champions League. La stagione è coronata anche dalla conquista della prima Coppa Italia (2012-2013), successo ottenuto anche l'anno successivo (2013-2014).
Veritti realizza la sua prima rete in Serie A nel corso della stagione 2014-2015, alla 22ª giornata, siglando al 31' il gol del parziale 2-0 sul Graphistudio Pordenone, incontro poi terminato 3-2 per il Tavagnacco.
Nell'estate 2015 decide di lasciare il Tavagnacco per contribuire alla crescita dell'Udinese femminile che partecipa dalla stagione entrante nella rifondata Serie C regionale del Friuli-Venezia Giulia, con la quale contribuisce a conquistare il primo posto ed accedere così alla Serie B per la stagione 2016-2017.
Nella stagione 2016-2017 partecipa con l'Udinese femminile al campionato di serie B realizzando 13 reti e contribuendo alla salvezza della squadra.

### Nazionale
Nel novembre 2012 e nel gennaio 2013 il coordinatore delle squadre nazionali giovanili femminili Corrado Corradini la convoca tra le atlete che dovranno affrontare la selezione per rappresentare, con la maglia della Nazionale Under-17, l'Italia in previsione di un suo possibile utilizzo futuro nelle fasi di qualificazione al campionato europeo di categoria 2013.

## Palmarès

### Club
- Coppa Italia: 2

Tavagnacco: 2012-2013, 2013-2014